# Blat picat
El blat picat (en castellano ‘trigo picado’) es un plato típico de las comarcas de la Safor, el Condado de Cocentaina, la Marina Alta y la Vega Baja de la Comunidad Valenciana, España. Consiste en una especie de olla con diferentes productos cárnicos, verduras y garbanzos pero que incorpora trigo en vez de arroz. El nombre se debe a que después de poner el trigo a remojo toda la noche hay que picarlo con un mortero para separar el grano de la piel que lo recubre.